# José Oscar Zelaya Alonso
José Oscar Zelaya Alonso (22 febbraio 1912 – Rio de Janeiro, 21 novembre 1990) è stato un cestista brasiliano.

## Carriera
Con il Brasile ha disputato le Olimpiadi del 1936, classificandosi al 9º posto. Ha vinto il bronzo al FIBA South American Championship 1937.